# Fotofosforylace

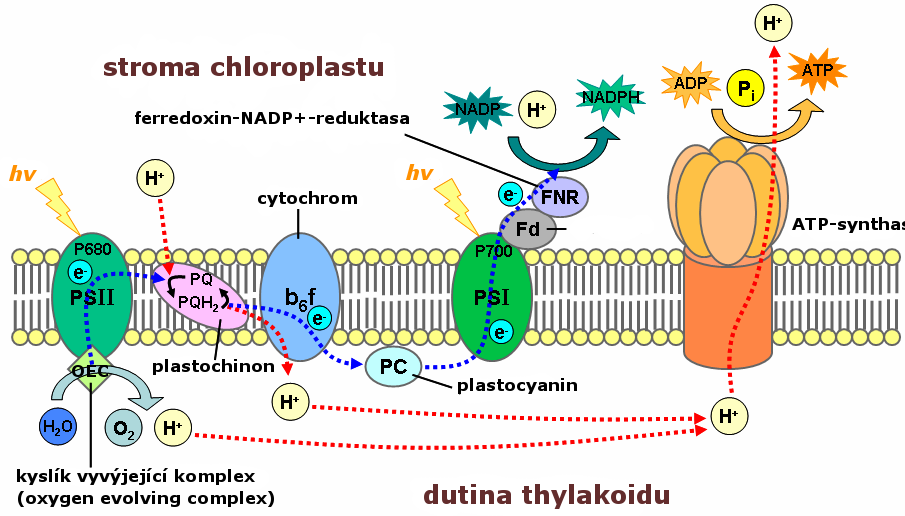
Membrána tylakoidů, kde probíhá fotofosforylace

Fotofosforylace je adice fosfátové skupiny (PO43−) na adenosindifosfát (ADP) účinkem sluneční energie, čímž vzniká adenosintrifosfát. Tento děj probíhá během fotosyntézy a je umožněn fotosyntetickým elektronovým transportním řetězcem, který vytváří protonový gradient napříč membránou, jenž je nutný pro činnost ATP syntázy.